# Волкович, Николай Маркианович
Николай Маркианович Волкович (1858, Городня, Черниговская губерния — 1928, Киев) — советский хирург, действительный член АН УССР.

## Биография
Родился 9 (21) декабря 1858 года в семье церковного дьячка. Дом, где он провёл детство сохранился.
Учился в Городнянском трёхклассном уездном училище и в Черниговской классической гимназии: в 1870 году был зачислен во второй класс; окончил гимназию в 1877 году с серебряной медалью. В том же году поступил на медицинский факультет университета Святого Владимира в Киеве. Будучи студентом, слушал лекции знаменитого профессора-хирурга В. А. Караваева, присутствовал на его операциях. Окончил университет с отличием в 1882 году.
Поступил в ординатуру при госпитальной хирургической клинике, возглавляемой профессором Ф. К. Борнгауптом (ученик немецкого хирурга Фолькмана). Н. М. Волкович одновременно работал помощником прозектора на кафедре физиологии университета Св. Владимира. Ученик профессоров В. А. Караваева и Ф. К. Борнгаупта он в 1888 г. защитил докторскую диссертацию на тему «Риносклерома с клинической, патологоанатомической и бактериологической сторон». После защиты в 1889 г. был командирован за границу, в клиники Германии. Там он уделял особое внимание изучению оториноларингологии.
После возвращения из командировки, избран приват-доцентом. В университете Св. Владимира читал курс «Десмургия с учением о переломах и вывихах», «Диагностика хирургических болезней» и курс «Болезни уха, горла и носа». С осени 1889 г. Н. М. Волкович начал читать систематический, однако необязательный курс лекций по оториноларингологии. Тема его вступительной лекции: «О важности болезней носа в патологии организма».
В 1893 году Н. М. Волкович был назначен заведующим крупнейшего в Киеве хирургического отделения Александровской больницы. В 1903 г. он избран профессором госпитальной хирургической клиники. Для своей вступительной лекции на кафедре госпитальной хирургии Николай Маркианович выбрал тему: «Хирургия, как наука и искусство и воспитательные задачи хирургии».
С 1911 по 1922 год заведовал факультетской хирургической клиникой, а затем руководил научно-исследовательской кафедрой медицины при Киевском отделении Укрглавнауки Наркомпроса Украины (в дальнейшем АН УССР). С началом Первой мировой войны, Н. М. Волкович консультант-хирург Юго-Западного фронта, представитель Красного Креста. Он работал как на фронте, так и в тыловых госпиталях. Во фронтовых условиях Н. М. Волкович часто проводил совещания военных врачей. Обучал их тонкостям военно-полевой хирургии. В факультетских клиниках медицинского факультета университета Св. Владимира открыли лазарет для раненых. Николай Маркианович Волкович возглавил этот лазарет и заведовал им до его закрытия в 1915 г.
Н. М. Волкович был организатором Киевского хирургического общества (1908) и бессменным его председателем до конца жизни. В 1914 г. был удостоен звания заслуженного профессора. В 1928 г. был избран действительным членом АН УССР. Жил в Киеве по ул. Тарасовской, д. № 1.
Умер 11 июля 1928 года. Похоронен на Байковом кладбище.

## Научная и практическая деятельность
Николай Маркианович Волкович автор более 80 работ по различным вопросам хирургии, травматологии, ортопедии, оториноларингологии, гинекологии, урологии, нейрохирургии. Он разработал оригинальный метод внесумочной резекции коленного сустава (1896), костнопластической операции при туберкулёзе костей стопы, туберкулёзе голеностопного сустава (1894), пластического закрытия пузырно-влагалищных свищей (1901), разреза брюшной стенки при чревосечении (1898). Н. М. Волкович был сторонником активного метода лечения переломов костей, большое распространение имела предложенная им шина для иммобилизации конечности. Одним из первых в России он произвёл ламинэктомию (1894). Занимался разработкой проблем абдоминальной хирургии.
- Предложил разрез для оперативного доступа к аппендиксу (разрез Волковича-Дьяконова[3]).
- Симптом Волковича: признак хронического аппендицита; а) гипотрофия или атрофия мышц передней брюшной стенки в илеоцекальной области; б) усиление боли при отведении слепой кишки кнаружи.
- Волковича-Кохера[4] симптом — признак острого аппендицита: боль, первоначально возникающая в подложечной области (иногда непосредственно под мечевидным отростком), спустя несколько часов локализуется в правой подвздошной области.
- Волковича симптом — признак симфизита: больной в постели находится в так называемом положении лягушки — бедра несколько повернуты кнаружи и развернуты, колени слегка согнуты. Нередко наблюдается после родов или аборта.

Николай Маркианович Волкович участвовал в работе Пироговских съездов врачей, съездов российских и украинских хирургов. На III-м Международном съезде хирургов в Брюсселе (1911) демонстрировались шины и приборы, сконструированные Н. М. Волковичем для лечения переломов. Пожизненный почётный член Общества русских хирургов, почётный член Хирургического общества им. Н. И. Пирогова, Саратовского хирургического общества и др.

## Основные сочинения
- «Das Rhinosklerom» // Arch. klin. Chir., Berlin, 1889, pp. 356–418
- «Об особой форме поражения крупных сосудов конечностей как одной из причин так называемой самопроизвольной гангрены» (1890)
- «К хирургии и патологии желчнокаменной болезни» (1909)
- «Аппендицит, желчнокаменная болезнь и туберкулезный перитонит» (1926)
- «Повреждения костей и суставов» (1928).